# 1972–1973-as kupagyőztesek Európa-kupája
A KEK 1972–1973-as szezonja volt a kupa 13. kiírása. A győztes az AC Milan lett, miután a döntőben 1–0-ra legyőzte a Leeds együttesét.

## Első forduló
| 1. csapat               | Össz.     | 2. csapat            | 1. mérk. | 2. mérk. |
| ----------------------- | --------- | -------------------- | -------- | -------- |
| SEC Bastia              | 1–2       | Atlético Madrid      | 0–0      | 1–2      |
| FK Szpartak Moszkva     | 1–0       | FC Den Haag          | 1–0      | 0–0      |
| Víkingur                | 0–11      | KP Legia Warszawa    | 0–2      | 0–9      |
| FA Red Boys Differdange | 1–7       | AC Milan             | 0–1      | 1–6      |
| Pezoporikosz Larnaka FC | 2–6       | Cork Hibernians      | 1–2      | 1–4      |
| FC Schalke 04           | 5–2       | PFK Szlavija Szofija | 2–1      | 3–1      |
| Floriana FC             | 1–6       | Ferencvárosi TC      | 1–0      | 0–6      |
| Standard Liège          | 3–4       | AC Sparta Praha      | 1–0      | 2–4      |
| FC Carl Zeiss Jena      | 8–4       | MP                   | 6–1      | 2–3      |
| MKE Ankaragücü          | 1–2       | Leeds United FC      | 1–1      | 0–1      |
| SK Rapid Wien           | 2–2 (ig.) | PAOK FC              | 0–0      | 2–2      |
| FC Rapid Bucureşti      | 3–1       | Landskrona BoIS      | 3–0      | 0–1      |
| Sporting CP             | 3–7       | Hibernian FC         | 2–1      | 1–6      |
| Fremad Amager           | 1–1 (ig.) | KS Besa Kavajë       | 1–1      | 0–0      |
| FC Zürich               | 2–3       | Wrexham AFC          | 1–1      | 1–2      |
| HNK Hajduk Split        | 2–0       | Fredrikstad FK       | 1–0      | 1–0      |

## Második forduló
| 1. csapat          | Össz.     | 2. csapat           | 1. mérk. | 2. mérk.   |
| ------------------ | --------- | ------------------- | -------- | ---------- |
| Atlético Madrid    | 5–5 (ig.) | FK Szpartak Moszkva | 3–4      | 2–1        |
| Legia Warszawa     | 2–3       | AC Milan            | 1–1      | 1–2 (h.u.) |
| Cork Hibernians    | 0–3       | FC Schalke 04       | 0–0      | 0–3        |
| Ferencvárosi TC    | 3–4       | AC Sparta Praha     | 2–0      | 1–4        |
| FC Carl Zeiss Jena | 1–1 (ig.) | Leeds United FC     | 0–0      | 1–1        |
| SK Rapid Wien      | 2–4       | FC Rapid Bucureşti  | 1–1      | 1–3        |
| Hibernian FC       | 8–2       | KS Besa Kavajë      | 7–1      | 1–1        |
| Wrexham AFC        | 3–3 (ig.) | HNK Hajduk Split    | 3–1      | 0–2        |

## Negyeddöntő
| 1. csapat           | Össz. | 2. csapat          | 1. mérk. | 2. mérk. |
| ------------------- | ----- | ------------------ | -------- | -------- |
| FK Szpartak Moszkva | 1–2   | AC Milan           | 0–1      | 1–1      |
| FC Schalke 04       | 2–4   | AC Sparta Praha    | 2–1      | 0–3      |
| Leeds United FC     | 8–1   | FC Rapid Bucureşti | 5–0      | 3–1      |
| Hibernian FC        | 4–5   | HNK Hajduk Split   | 4–2      | 0–3      |

## Elődöntő
| 1. csapat       | Össz. | 2. csapat        | 1. mérk. | 2. mérk. |
| --------------- | ----- | ---------------- | -------- | -------- |
| AC Milan        | 2–0   | AC Sparta Praha  | 1–0      | 1–0      |
| Leeds United FC | 1–0   | HNK Hajduk Split | 1–0      | 0–0      |

## Döntő
| 1973. május 16. 19:15 |

| AC Milan    | 1–0   | Leeds United |
| ----------- | ----- | ------------ |
| Chiarugi 5' | (1–0) |              |

| Kaftanzoglio Stadion, Szaloniki Nézőszám: 40 154 Játékvezető: Christos Michas (görög) |

| Az 1972–1973-as kupagyőztesek Európa-kupája győztese |
| ---------------------------------------------------- |
| AC Milan 2. cím                                      |

## Lásd még
- 1972–1973-as bajnokcsapatok Európa-kupája
- 1972–1973-as UEFA-kupa